# Eremisca autumnalis
Eremisca autumnalis är en tvåvingeart som beskrevs av Zinovjeva 1956. Eremisca autumnalis ingår i släktet Eremisca och familjen rovflugor. Inga underarter finns listade i Catalogue of Life.